# NGC 150
NGC 150 è una galassia a spirale barrata situata nella costellazione dello Scultore.
La galassia ha una classe di luminosità II, presenta una larga riga a 21 cm dell'idrogeno neutro e contiene al suo interno regioni di idrogeno ionizzato.
NGC 150 venne utilizzata da Gérard de Vaucouleurs come esempio di galassia "SB(s)b pec" nel suo atlante di classificazione delle galassie.

## Scoperta
NGC 150 è stata scoperta il 20 novembre 1886 dall'astronomo americano Lewis A. Swift.

## Supernova
All'interno di NGC 150 è stata scoperta il 25 maggio 1990, da parte dell'astrofilo australiano Robert Evans, la supernova di tipo II "SN 1990K" che risulta simile alla supernova SN 1987A.

## Gruppo di NGC 134
NGC 150 fa parte del Gruppo di NGC 134. Il gruppo comprende le galassie NGC 115, NGC 131, NGC 134, NGC 148, NGC 150, PGC 2000, IC 1555 e PGC 2044.
Le galassie ESO 410-18 e IC 1554 menzionate nell'articolo di A.M. Garcia corrispondono rispettivamente a PGC 2044 e a PGC 2000. Secondo Seligman, PGC 2000 non corrisponde IC 1554 che è un oggetto perduto o inesistente. Nell'articolo di Garcia vengono elencate sette galassie, alle quali Seligman aggiunge NGC 150 che ha coordinate e velocità radiali compatibili con quelle del gruppo.